# Norman Albert Hill
Norman Albert Hill (* 6. April 1906 in San José; † 14. Dezember 1996) war ein US-amerikanischer Radsportler.
Norman Albert Hill trug während seiner Schulzeit auf dem Fahrrad Zeitungen aus. Mit 14 Jahren trat er dem Sportverein Garden City Wheelmen bei; mit 18 Jahren beschloss er Profi zu werden und fuhr dafür nach Newark, um auf der dortigen populären Radrennbahn Rennen zu fahren. 1924 fuhr Hill sein erstes von insgesamt 50  Sechstagerennen, von denen er drei im Jahre 1933 gewann, zwei in Boston mit Dave Lands und mit Albert Crossley sowie eins in Cleveland mit Reggie McNamara. Kurze Zeit zwischendurch arbeitete er für das Unternehmen von Thomas Edison.
1933, 1935 und 1936 wurde Hill US-amerikanischer „All Round Champion“.  1937 stürzte er beim Sechstagerennen von Buffalo schwer und verletzte sich drei Wirbel. Er beendete seine Radsportlaufbahn und nahm eine Arbeit bei General Motors an. 
1924 heiratete Norman Albert Hill seine Frau Betty, mit der er 1994 die Eiserne Hochzeit feierte. 1996 wurde er in die United States Bicycling Hall of Fame aufgenommen, die im Jahr 2012 eine Ausstellung speziell über ihn eröffnete. 